# Deux Chevaux blancs
Deux Chevaux blancs (en italien, Due cavalli bianchi) est une peinture à l'huile sur toile (153 × 122,5 cm) du peintre italien Giovanni Boldini réalisée vers 1881-1886. Elle est conservée au musée Giovanni Boldini à Ferrare à la suite de son achat par la veuve du peintre, Emilia Cardona, en 1974.

## Contexte
Bien qu'il ait commencé à traiter des thèmes de la vie moderne et à dépeindre des aperçus de la capitale parisienne dès 1873, c'est au tournant des années 80 que Boldini aborde ces sujets avec des intentions plus expérimentales, en venant créer des compositions caractérisées par des solutions formelles et des compositions innovantes.
L'attention de l'artiste se porte sur la restitution de la vitesse, du pouls de la vie dans la métropole et son intérêt trouve une expression particulière dans les représentations de calèches, d'omnibus et surtout de chevaux en mouvement, sujet qui, dès la seconde moitié des années soixante-dix, engage Boldini pendant près d'une décennie. Des œuvres telles que La Dépêche (environ 1879, New York, Metropolitan Museum of Art) sont le résultat de cette recherche, « qui clôt en quelque sorte, d'un point de vue stylistique, l'expérience des années 70 », Omnibus de la place Pigalle (collection particulière), Nocturne à Montmartre (Musée Giovanni Boldini) et Deux chevaux blancs. Ces tableaux représentent souvent des places bondées, des personnages animés, des rues traversées par des calèches et des vues urbaines où la vitesse est le trait saillant et l'apanage de la vie quotidienne d'une grande capitale.
Boldini s'intéresse de plus en plus à « la représentation de l'animal en mouvement, une enquête qui connaîtra son apogée au milieu des années 1980 » et, comme il l'écrit à son ami peintre Cristiano Banti, « c'est la chose la plus difficile et la plus intéressante pour moi en ce moment ».
Cette œuvre correspond à la partie droite d'une grande composition mesurant à l'origine plus de deux mètres de largeur, intitulée Le Pont des Saints-Pères, et dont une esquisse conservée au musée Giovanni Boldini de Ferrare permet de reconstituer la composition d'ensemble. Emilia Cardona, veuve et biographe du peintre, la décrit comme « une œuvre grandiose. […] Crinières au vent, narines fumantes, des chevaux blancs arrivent à toute allure et risqueraient de renverser un gamin qui tient un cerceau à la main, si sa petite sœur, d'un geste vif, ne le mettait pas à l'abri. […] [Boldini  n'a jamais terminé ce tableau gigantesque, peut-être parce que l'instantanéité de la scène interdisait toute séance de pose ; la peinture a ensuite été découpée, afin de conserver à part les mètres de toile vide qui la rendaient intransportable ». La partie gauche, connue sous le titre  L'Enfant au cerceau, qui se caractérise par une facture plus détaillée, fut vendue par Emilia Cardona et appartient aujourd'hui à une collection particulière.

## Analyse
Deux Chevaux blancs présente une facture qui frappe par l'énergie de la touche et par de forts empâtements  où les couleurs s'amalgament. Grâce à l'alternance de surfaces très définies et d'autres plus distinctes, Boldini obtient un effet « animé » analogue à celui que produit la photographie d'un objet en mouvement.